# Scholl
För andra betydelser, se Scholl (olika betydelser).
Scholl är ett varumärke inom sandaler, skor och fotvårdsprodukter. Namnet kommer från företagets grundare Dr. William Scholl. Han gjorde till sin livsuppgift att förbättra människors hälsa, bekvämlighet och välmående genom deras fötter. Varumärket grundades 1904. 
Scholl ingår i SSL International, en tillverkare och distributör av friskvårdsprodukter. SSL finns i 35 länder och har sitt huvudkontor i London. SSL Healthcare AB, Scholls i Stockholm är huvudkontoret i Sverige.

## Scholls teknologier
- Bioprint/Adapta-biomekaniskt designad fotbädd
- Gelactiv- stötdämpande gelinnersula
- Exercise-fotbädd av trä
- Fitness- masserande fotbädd